# Trevor Whymark
Trevor John Whymark (Burston, 4 mei 1950 – 31 oktober 2024) was een Engels voetballer die als aanvaller speelde. Hij was vooral bekend van zijn periode bij Ipswich Town en was eenmalig Engels international.

## Loopbaan
Whymark begon bij Diss Town uitkomend in de Anglian Football Combination en had daarnaast een kantoorbaan. Door Bobby Robson werd hij in 1969 naar Ipswich Town gehaald. Na enkele seizoenen werd hij een veelvuldig scorende aanvaller en won hij met zijn club in 1973 de Texaco Cup en in 1978 de FA Cup (hij speelde vanwege een blessure echter geen wedstrijd in het toernooi). Whymark stond ten tijde van zijn overlijden zesde op de topscorerslijst allertijden bij Ipswich Town en werd in 2012 opgenomen in de Ipswich Town Hall of Fame. In maart 1979 ging hij naar het Canadese Vancouver Whitecaps dat uitkwam in de NASL. Hij scoorde op 8 september in de finale van de playoffs van de NASL, de Soccer Bowl '79, die Vancouver Whitecaps met 2-1 won, beide Canadese doelpunten tegen Tampa Bay Rowdies. Hij tekende vervolgens in oktober een huurcontract tot maart 1980 bij het Nederlandse Sparta Rotterdam. Hij stond ook in de belangstelling van FC Twente, waartegen hij in de eerste wedstrijd in de derde ronde om de UEFA Cup 1973/74 het enige doelpunt gescoord had. In Rotterdam kon hij niet goed aarden en hij kwam tot vijf wedstrijden voor Sparta. In december 1979 bereikte Sparta een overeenkomst met het Engelse Derby County over de overname van de huurovereenkomst van Whymark. Hij debuteerde nog voor de kerst voor Derby County maar zou vanwege een blessure maar tweemaal in actie komen. Ook in 1980 speelde hij in de NASL voor Vancouver Whitecaps. Hierna speelde hij tot medio 1984 voor Grimsby Town. Met de club won hij in 1982 de Football League Group Cup. In het seizoen 1984/85 kwam hij uit voor Southend United. Hij had nog zeer korte periodes bij Peterborough United en Colchester United en besloot zijn loopbaan als speler-manager bij Diss Town. Later werd hij jeugdtrainer bij Norwich City en Ipswich Town.
In 1977 speelde Whymark zijn enige wedstrijd voor het Engels voetbalelftal als invaller voor 20 minuten in een wk-kwalificatiewedstrijd tegen Luxemburg.
In april 2023 werd bij hem de ziekte van Alzheimer vastgesteld. Trevor Whymark overleed op 31 oktober 2024 op 74-jarige leeftijd.